# Mistrzostwa Europy w Lekkoatletyce 1958 – rzut oszczepem mężczyzn

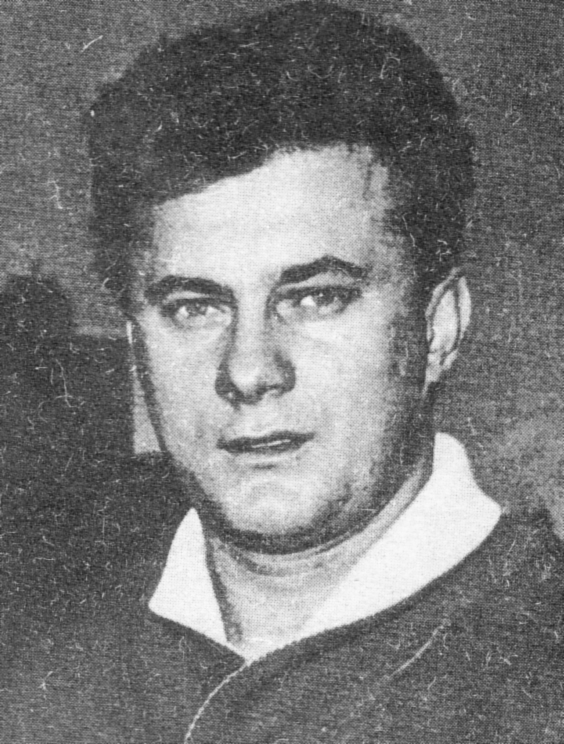
Janusz Sidło

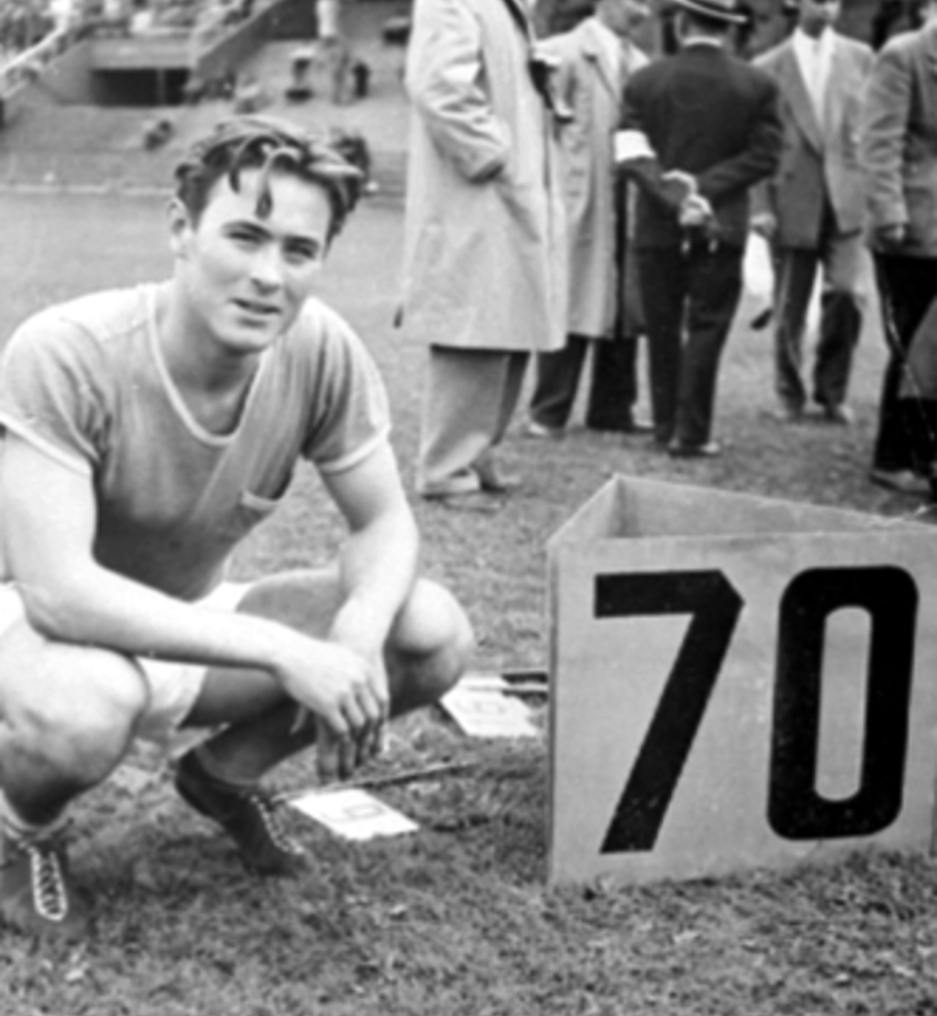
Egil Danielsen w 1953

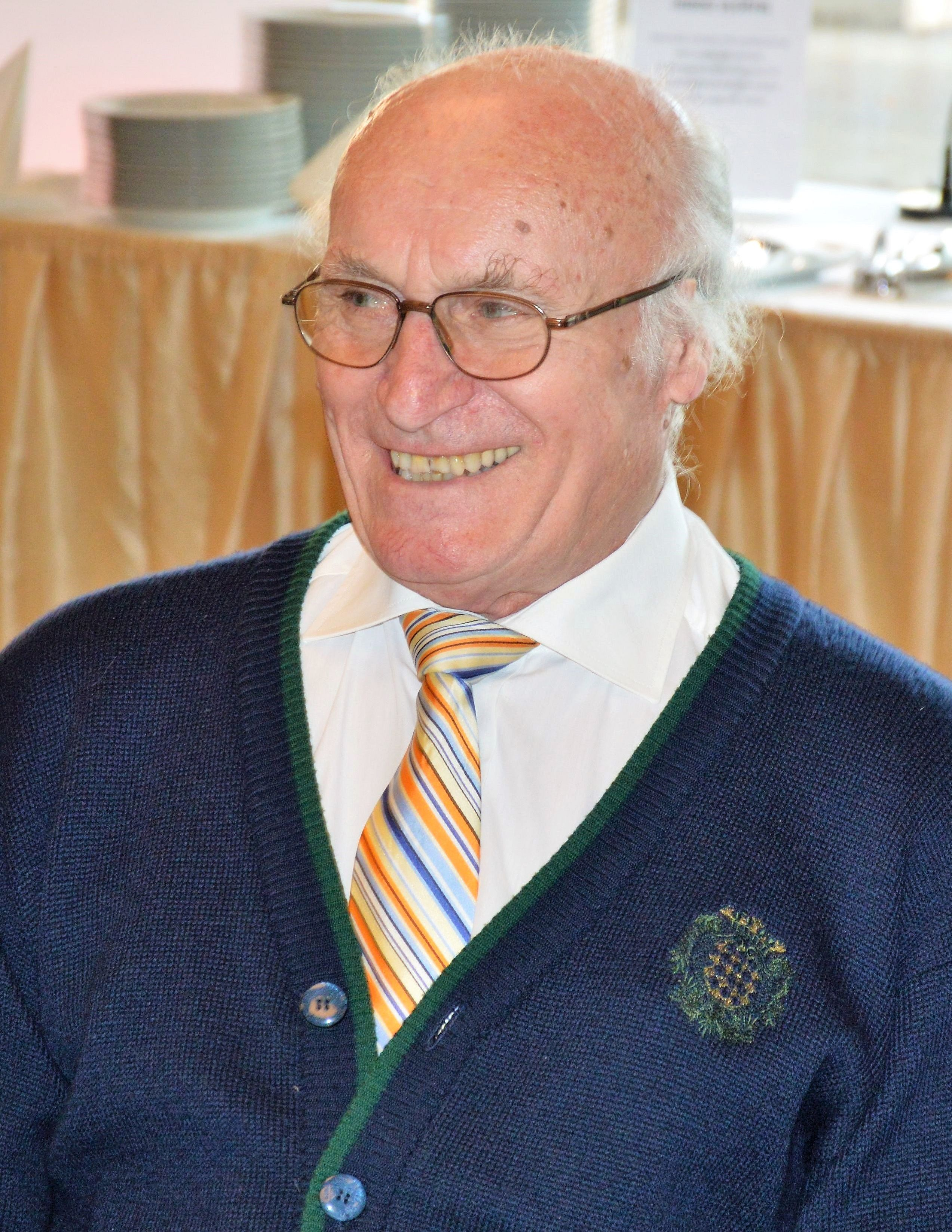
Gergely Kulcsár w 2013

Rzut oszczepem mężczyzn był jedną z konkurencji rozgrywanych podczas VI Mistrzostw Europy w Sztokholmie. Kwalifikacje rozegrano 23 sierpnia, a finał 24 sierpnia 1958. Zwycięzcą tej konkurencji został Janusz Sidło, który tym samym obronił tytuł mistrza Europy z 1954. W rywalizacji wzięło udział dziewiętnastu zawodników z jedenastu reprezentacji.

## Rekordy
| Rekord świata     | Egil Danielsen (NOR) | 85,71 | Melbourne, Australia | 26.11.1956 |
| Rekord Europy     | Egil Danielsen (NOR) | 85,71 | Melbourne, Australia | 26.11.1956 |
| Rekord mistrzostw | Matti Järvinen (FIN) | 76,87 | Paryż, Francja       | 03.09.1938 |

## Wyniki

### Kwalifikacje
| Miejsce | Zawodnik               | Wynik | Uwagi |
| ------- | ---------------------- | ----- | ----- |
| 1       | Knut Fredriksson       | 73,90 | Q     |
| 2       | Janusz Sidło           | 73,41 | Q     |
| 3       | Hans Schenk            | 72,70 | Q     |
| 4       | Väinö Kuisma           | 71,76 | Q     |
| 4       | Egil Danielsen         | 70,57 | Q     |
| 6       | Carlo Lievore          | 70,30 | Q     |
| 7       | Giovanni Lievore       | 70,22 | Q     |
| 8       | Gergely Kulcsár        | 69,95 | Q     |
| 9       | Charles Vallman        | 69,80 | Q     |
| 10      | Zbigniew Radziwonowicz | 69,54 | Q     |
| 11      | Alec Syrowatsky        | 69,48 | Q     |
| 12      | Władimir Kuzniecow     | 68,54 | Q     |
| 13      | Michel Macquet         | 67,79 | Q     |
| 14      | Leif Hellgren          | 67,40 | Q     |
| 15      | Willy Rasmussen        | 67,35 | Q     |
| 16      | Veikko Laine           | 66,58 |       |
| 17      | Heiner Will            | 65,36 |       |
| 18      | Colin Smith            | 65,35 |       |
| 19      | Guy Van Zeune          | 59,43 |       |

### Finał
| Miejsce | Zawodnik               | Wynik | Uwagi |
| ------- | ---------------------- | ----- | ----- |
| 1       | Janusz Sidło           | 80,18 | CR    |
| 2       | Egil Danielsen         | 78,27 |       |
| 3       | Gergely Kulcsár        | 75,26 |       |
| 4       | Michel Macquet         | 75,18 |       |
| 5       | Väinö Kuisma           | 74,90 |       |
| 6       | Władimir Kuzniecow     | 73,89 |       |
| 7       | Hans Schenk            | 73,43 |       |
| 8       | Giovanni Lievore       | 73,38 |       |
| 9       | Knut Fredriksson       | 73,25 |       |
| 10      | Zbigniew Radziwonowicz | 71,20 |       |
| 11      | Carlo Lievore          | 68,88 |       |
| 12      | Willy Rasmussen        | 68,63 |       |
| 13      | Charles Vallman        | 67,26 |       |
| 14      | Leif Hellgren          | 62,37 |       |
| 15      | Alec Syrowatsky        | 61,99 |       |